# Шимир
Шими́р (каз. Шымыр) — село у складі Єскельдинського району Жетисуської області Казахстану. Входить до складу Карабулацького сільського округу.
У радянські часи село називалось Чумир або Шімир.
Населення — 2246 осіб (2021; 1822 у 2009, 1544 у 1999, 1832 у 1989).